# 가와키타촌 (오사카부)
가와키타촌(일본어: 川北村)은 일본 오사카부 니시나리군에 설치되었던 촌이다. 현재의 오사카시 고노하나구, 니시요도가와구 일부에 해당한다.